# Arthur Nussbaum

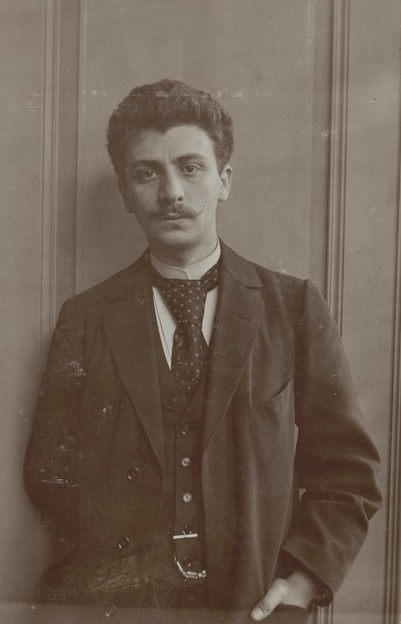
Arthur Nussbaum 1898.

Arthur Nussbaum, född 31 januari 1877, död 22 november 1964, var en tysk-amerikansk jurist.
Nussbaum blev docent 1914 och extraordinarie professor i civil-, handels-, och civilprocessrätt i Berlin 1923. Han utgav bland annat Deutsches Hypothekenwesen (2:a upplagan 1921), Zwangsversteigerung (1916), Tatsachen und Begriffe im deutschen Kommissionsrecht (1918), Das neue deutsche Wirtschaftsrecht (1920, 2:a upplagan 1922), Das Geld in Theorie und Praxis (1925), Aktionär und Vervaltung (1928). Nussbaum var redaktör för Beiträge zur Kenntniss des Rechtslebens, Gesellschaftsrechtliche Abhandlungen, Internationales Jahrbuch für Schiedsgerichtswesen och medredaktör för Archiv für die zivilistische Praxis.